# 島根県道153号東出雲馬潟港線
島根県道153号東出雲馬潟港線（しまねけんどう153ごう ひがしいずもまかたこうせん）は、島根県松江市を通る一般県道である。

## 概要
松江市東出雲町出雲郷（あだかえ）から松江市富士見町に至る。

### 路線データ
- 起点：島根県松江市東出雲町出雲郷（出雲郷東交差点、国道9号交点）
- 終点：島根県松江市富士見町（島根県道230号馬潟港線起点）

## 路線状況

### 重複区間
- 島根県道230号馬潟港線（松江市八幡町 - 松江市富士見町（終点））

### 道路施設

#### 橋梁
- 意宇橋（意宇川、松江市）

## 地理

### 通過する自治体
- 島根県
  - 松江市

### 交差する道路
| 交差する道路                       | 交差する場所               | 交差する場所          |
| ---------------------------------- | -------------------------- | --------------------- |
| 国道9号 国道180号 重複             | 東出雲町出雲郷（あだかえ） | 出雲郷東交差点 / 起点 |
| 島根県道191号揖屋停車場線          | 東出雲町錦新町5丁目        |                       |
| 島根県道230号馬潟港線 重複区間起点 | 八幡町                     | 終点                  |
| 島根県道230号馬潟港線 重複区間終点 | 富士見町                   | 終点                  |

### 交差する鉄道
- 山陰本線

### 沿線
- JR西日本山陰本線 東松江駅
- 中海
- 松江港（馬潟港）